# Lizi Pop
Lizi Pop, właśc. Liza Dżaparidze (gruz. ლიზა ჯაფარიძე; ur. 19 września 2004 w Tbilisi) – gruzińska aktorka, tancerka, modelka i prezenterka telewizyjna. Reprezentowała Gruzję podczas Konkursu Piosenki Eurowizji Junior 2014 na Malcie z piosenką „Happy Day”. Była też współprowadzącą w Konkursie Piosenki Eurowizji Junior 2017, w Tbilisi wspólnie z Eleną Kalandadze. 

## Życiorys

### Wczesne lata
Urodziła się 19 września 2004 w Tbilisi. Uczęszczała do gruzińsko-amerykańskiej szkoły. Mówi płynnie po angielsku, rosyjsku i francusku. W 2011 rozpoczęła naukę wokalu w BzikebiStudio, prowadzonym przez Giga Kuchianidze, którego piosenki były prezentowane podczas Konkursu Piosenki Eurowizji w 2008, 2010, 2011, 2012 i 2013.

### Kariera
Jej debiutancki singiel „Make-Up!” miał premierę w 2012. Następnie zostały wydane jej single „Cloud” i „Zgapari galagshi”, gdzie przy tym drugim singlu współpracowała z zespołem Candy, zwycięzcami Konkursu Piosenki Eurowizji Junior 2011. Zagrała też jedną z głównych ról w dziecięcym musicalu – Stapilo Story: Kurdgheli vs Mgeli.
W 2014 została wybrana na reprezentantkę Gruzji w Konkursie Piosenki Eurowizji Junior 2014 na Malcie, gdzie zaprezentowała piosenkę „Happy Day”. Zajęła wtedy 11. miejsce, najniższe w historii gruzińskich występów w tym konkursie. Mimo tego faktu utwór „Happy Day” był przez wiele lat najwięcej wyświetlanym video na oficjalnym kanale konkursu. Swoja pozycję stracił dopiero na rzecz piosenki „Anyone I Want To Be” - Roksany Węgiel. W 2015 była rzeczniczką Gruzji podczas Konkursu Piosenki Eurowizji Junior 2015.
Była współprowadzącą podczas Konkursu Piosenki Eurowizji Junior 2017, który miał miejsce w Tbilisi, wspólnie z Eleną Kalandadze. Jest drugą najmłodszą prowadzącą w historii konkursu, zaraz za Ioaną Ivan, która miała zaledwie 12 lat, kiedy prowadziła konkurs w 2006 oraz pierwszą w historii byłą uczestniczką, która prowadziła tę imprezę.
W 2021 wydała singiel „Desire”, we współpracy Gigą Kuchianidze.

## Dyskografia

### Single
| Rok  | Tytuł                                          |
| ---- | ---------------------------------------------- |
| 2012 | „Make-Up!”                                     |
| 2013 | „Cloud”                                        |
| 2013 | "Zgapari galagshi” (wspólnie z zespołem Candy) |
| 2014 | „Happy Day”                                    |
| 2015 | „An Unloved Child's Pain”                      |
| 2016 | „Our Future”                                   |
| 2020 | „Toxic World”                                  |